# 碧阳街道
碧阳街道，是中华人民共和国贵州省毕节市七星关区下辖的一个街道办事处。
2013年7月，毕节市人民政府批复七星关区部分行政区划调整，新设置的碧阳街道辖原流仓桥街道大兰村、流仓村。

## 行政区划
碧阳街道下辖以下地区：
流沧村和大兰村。